# Aphonopelma ruedanum
Aphonopelma ruedanum är en spindelart som beskrevs av Chamberlin 1940. Aphonopelma ruedanum ingår i släktet Aphonopelma och familjen fågelspindlar. Inga underarter finns listade i Catalogue of Life.